# Le Petit Comtois
Le Petit Comtois est un ancien quotidien régional français, publié du 1er août 1883 au  22 mai 1944 à Besançon (Doubs), avec un rayonnement sur toute la Franche-Comté.

## Création et évolution
Premier quotidien régional, il est fondé par des notables, industriels et artistes bisontins regroupés autour de l'avocat  Jules Gros, de son beau-frère le maire radical-socialiste de Besançon Victor Delavelle  qui sera le premier rédacteur en chef, de l'historien Alfred Nicolas Rambaud, du peintre Antonin Fanart et de l'industriel Louis-François Bersot. Il s'adresse dans un premier temps aux paysans et ouvriers-horlogers, au "petit peuple de la Franche-Comté". Dès son second mois de parution, il atteint les 5000 exemplaires et va devenir rapidement une institution dans la région.
En 1883, face à la presse régionale franc-comtoise limitée à trois journaux : l'Union Franc-Comtoise (royaliste), le Courrier Franc-Comtois (bonapartiste) et la Démocratie Franc-Comtoise (bourgeoisie voltairienne), le Petit Comtois s'affiche comme un journal républicain démocratique et anticlérical qui deviendra au fil des années un puissant vecteur d’influence et d’éducation politique.  
C’est dans ses colonnes que se façonne le paysage politique régional de par ses positions éditorialistes défendant l’idée républicaine et ses articles appuyant les revendications sociales. 
Dès 1883, à l’heure des dissensions au sein du parti républicain entre radicaux et opportunistes, les premiers, regroupés autour de Clémenceau réclamant l'avènement d’une République démocratique affranchie du Président de la République et du Sénat, les seconds, partageant le même programme mais voulant réformer en douceur la République en fonction des opportunités se présentant, le Petit Comtois affiche ouvertement son adhésion au parti opportuniste et revendique l’héritage de Gambetta. La ligne éditoriale évoluera toutefois vers un radicalisme orthodoxe dès 1891.
Les imprimeurs Jean et Georges Millot deviennent propriétaires du journal par acquisitions successives entre 1886 et 1903.

## Parution-Consultation
Un supplément hebdomadaire illustré viendra compléter le quotidien entre 1900 et 1916.

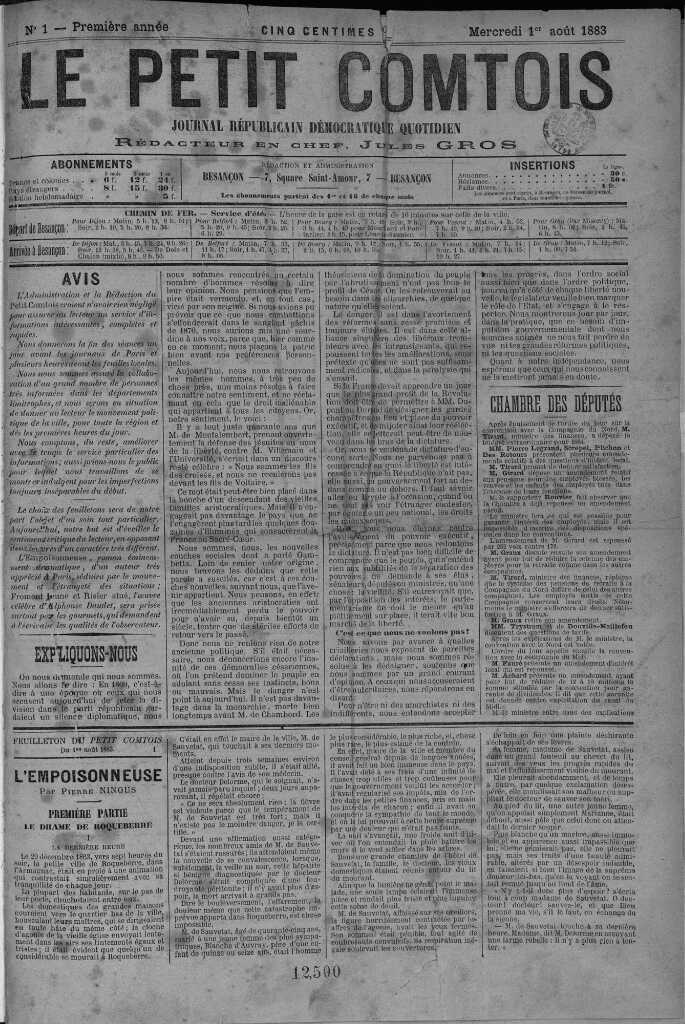
Première page du premier numéro (aout 1883)

La parution quotidienne  de 1883 à 1944 ne sera interrompue que du 16 au 26 juin 1940. Interdit de publication le 22 mai 1944 par la Kommandantur, le Petit Comtois ne reprendra pas sa diffusion à la Libération. Louis Millot,  fils de Jean, alors propriétaire du Petit Comtois en perd le contrôle dans des conditions controversées. Le journal devient Le Comtois, organe de presse  du Parti communiste et de la Section française de l'Internationale ouvrière (S.F.I.O.).
Témoin important de l'histoire régionale durant les 82 ans de son existence, le Petit Comtois a fait l'objet d'une numérisation (92 000 pages). On peut consulter la totalité de ses éditions sur le site "Mémoire vive" de la ville de Besançon et sur celui de l'Université de Franche-Comté.